# Distretto di Llapo
Il distretto di Llapo è un distretto del Perù nella provincia di Pallasca (regione di Ancash) con 688 abitanti al censimento 2007 dei quali 679 urbani e 9 rurali.
È stato istituito il 2 gennaio 1857.